# Commaladera alternans
Commaladera alternans är en skalbaggsart som beskrevs av Moser 1915. Commaladera alternans ingår i släktet Commaladera och familjen Melolonthidae. Inga underarter finns listade i Catalogue of Life.